# Călin Vieru
Călin Vieru (n. 29 iunie 1965, Chișinău) este un medic, om de afaceri și politician din Republica Moldova, fost deputat în Parlamentul Republicii Moldova. El este fiul poetului Grigore Vieru.

## Biografie
Călin Vieru s-a născut pe 29 iunie 1965 în Chișinău. Părinții săi sunt Raisa și Grigore Vieru.
Între 1982-1989 a studiat la Universitatea de Stat de Medicină și Farmacie „Nicolae Testemițanu”, Facultatea de Medicină Generală, specializându-se în Între 2004 și 2008 a studiat la Universitatea de Studii Europene din Moldova, Facultatea de Drept, devenind licențiat în Drept Economic.
Din 1990 până în 2000 Călin Vieru a activat ca medic neurolog la Spitalul Clinic Republican din Chișinău. În paralel, între anii 1993 – 2009 el a întreprins diverse activități în domeniul afacerilor. Între 2009 și 2010 a fost deputat în Parlamentul Republicii Moldova. În 2011 a părăsit Partidul Liberal Democrat din Moldova.